# El mayor y la menor
El mayor y el menor (en inglés The Major and the Minor) es una película comedia romántica estadounidense de 1942 protagonizada por Ginger Rogers y Ray Milland. Fue la primera película estadounidense dirigida por Billy Wilder El guion acreditado a Wilder y Charles Brackett está "sugerido por" la obra de 1923 Connie Goes Home de Edward Childs Carpenter, basado en la historia del Saturday Evening Post de 1921 "Sunny Goes Home" de Fannie Kilbourne.

## Trama
Después de que su primer cliente, Albert Osborne, hace un pase pesado y se niega a aceptar un "No" por respuesta, Susan Applegate renuncia a su trabajo como masajeador del cuero cabelludo de "Revigorous System" y decide dejar Nueva York y regresar a su hogar en Stevenson, Iowa. En la estación de tren, descubre que sólo tiene dinero suficiente para cubrir la mitad del billete, por lo que se disfraza de una niña de doce años llamada Su-Su. Cuando dos revisores sospechosos la pillan fumando, Su-Su se refugia en el compartimento del mayor Philip Kirby quien, creyendo que es una niña asustada, accede a dejarla quedarse en su compartimento hasta que lleguen a su parada. 
Cuando el tren se detiene por una inundación, la prometida de Philip, Pamela Hill y su padre, su comandante en la academia militar donde él enseña, conducen para encontrarse con él. Pamela sube al tren y encuentra a Su-Su durmiendo en la litera inferior. Imaginando lo peor, acusa a Philip de serle infiel e informa de su transgresión a su padre y a la junta. Divertido, Philip presenta a Su-Su a las autoridades reunidas. Pamela insiste en que se quede con ellos.
La hermana adolescente de Pamela, Lucy, estudiante de biología, inmediatamente ve a través del disfraz de Susan. Ella promete mantener su secreto si Susan la ayuda a sabotear los esfuerzos de Pamela por mantener a Philip en la academia en lugar de permitir que lo asignen al servicio activo. Haciéndose pasar por Pamela, Susan llama a una de las conexiones de Pamela en Washington D. C. y hace arreglos para cambiar el estado de Philip.
Susan se vuelve popular entre los cadetes, la mayoría de los cuales han refinado una técnica para robar besos usando una descripción de la caída de la Línea Maginot. Philip intenta explicarle a Susan por qué no debería animarlos, perdiéndose en una metáfora de bombillas y polillas. En un momento, él la mira a través de su ojo malo y le dice que algún día será devastadoramente hermosa.
En el gran baile de la escuela, Philip agradece a Pamela: se presenta al servicio activo en una semana. Ella no niega su papel, pero se niega a casarse con él en tan poco tiempo. El cadete Clifford Osborne presenta a Susan a sus padres: su padre es el cliente cuyo comportamiento la impulsó a dejar su trabajo. Osborne padre tarda un tiempo en recordarlo, pero finalmente reconoce a Susan y le revela su identidad a Pamela.
Susan queda con Philip después del baile. Se apresura a regresar a la habitación de Lucy para cambiarse.  Pamela le dice a Philip que Su-Su está enferma y Susan encuentra a Pamela esperando. Pamela amenaza con crear un escándalo público que destruirá la carrera de Philip, a menos que Susan se vaya inmediatamente. Susan le hace prometer a Lucy que nunca le contará a Philip sobre ella.
Susan regresa a casa, pero continúa soñando despierta con Philip, mirando durante horas las polillas que revolotean alrededor de la luz del porche, para frustración de su prometido, Will Duffy y desconcierto de su madre (protagonizada por Lela E. Rogers, la madre verdadera de Ginger Rogers). Cuando Philip llama desde la estación de tren, Susan se identifica como la madre de Su-Su, diciendo que Su-Su no se puede poner al teléfono porque está en una obra de teatro escolar. Philip está de camino a San Diego para presentarse al servicio activo y tiene una rana de Lucy como regalo a Su-Su. Susan le permite venir, pero antes de que llegue se disfraza para parecer como  la madre de Su-Su. En la casa, Philip queda asombrado por el parecido de la señora Applegate con su hija. Él envía los mejores deseos de todos en la escuela y le dice que Pamela se casó con otra persona. Philip dice que Pamela tenía razón en una cosa: un hombre que se dirige a la guerra no tiene derecho a casarse. Él le cuenta sobre un oficial en su tren que viaja con su chica. Se detendrán en Nevada para casarse, ella lo despedirá y él se irá. La señora Applegate le dice que el subestima a las mujeres.

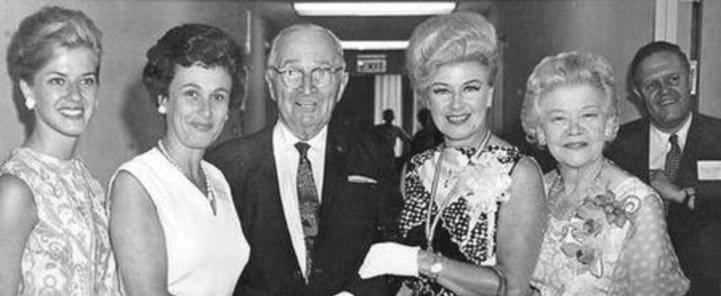
Ginger y su madre Lela Rogers con el presidente Truman (a la derecha del presidente).

Cuando Philip se marcha, en la estación el tren se acerca. Susan, vesida de mujer de estilo, está parada al otro extremo de la plataforma. Él se acerca a ella con cautela y comienza a sonreír mientras las piezas encajan en su lugar. ¿Su nombre? Susan Kathleen Applegate. Se casará con un soldado... si él la acepta. Ella tiene una teoría sobre la Caída de Francia... Mientras ella se acerca, él la mira con su mal ojo. Se besan.  “¡Su-Su!” el llora. “¡Ven Philip!” ella responde, y corren hacia el tren.

## Reparto
- Ginger Rogers como Susan Kathleen Applegate.
- Ray Milland como el mayor Philip Kirby.
- Rita Johnson como Pamela Hill.
- Diana Lynn como Lucy Hill.
- Edward Fielding como el coronel Oliver Slater Hill.
- Robert Benchley como Albert Osborne.
- Norma Varden como la señora Osborne
- Frankie Thomas como el cadete Clifford Osborne.
- Richard Fiske como Will Duffy.
- Raymond Roe como Cadet Lt. Anthony Wigton
- Charles Smith como el cadete Korner.
- Larry Nunn como el cadete Babcock.
- Billy Dawson como el cadete Miller
- Lela E. Rogers como la señora Applegate (acreditada como Lela Rogers).
- Aldrich Bowker como el reverendo Doyle.
- Boyd Irwin como el mayor Griscom.
- Byron Shores como el capitán Durand.
- Jane Isbell

## Producción
Billy Wilder había llegado a Hollywood en 1934, poco después de dirigir su primera película, la en lengua francesa Mauvaise Graine. Durante los años siguientes, él y Charles Brackett colaboraron en ocho guiones, entre ellos Ninotchka y Ball of Fire, pero Wilder estaba ansioso por volver a dirigir y producir. Arthur Hornblow Jr. accedió a darle una oportunidad. Wilder estaba decidido a hacer una película convencional que fuera un éxito de taquilla para no quedar relegado a una máquina de escribir por el resto de su carrera. Paramount Pictures poseía los derechos cinematográficos de la obra Connie Goes Home, que Wilder pensó que era el vehículo perfecto para Ginger Rogers, y él y Brackett escribieron el papel de Philip Kirby con Cary Grant en mente. Su diálogo incluye la frase frecuentemente citada "¿Por qué no te quitas ese abrigo mojado y te tomas un martini seco?" ("Why don't you get out of that wet coat and into a dry martini?" ) 
Rogers había ganado recientemente el “Premio Oscar a la Mejor Actriz” por "Kitty Foyle" y ahora estaba en condiciones de seleccionar su propio director. Agente Leland Hayward representó tanto a Rogers como a Wilder, quienes le pidieron que intercediera ante ella en su nombre, y Brackett también la instó a reunirse con el director neófito. Ella estuvo de acuerdo y ella y los guionistas se conocieron durante el rodaje de Roxie Hart. Ellos hicieron una presentación acerca de la película durante el almuerzo en un restaurante italiano, y Rogers recordó más tarde que Wilder "era encantador, un caballero europeo... Siempre he sido un buen juez de carácter. Lo decidí allí mismo que nos llevaríamos bien y él tenía las cualidades para ser un buen director... Sentí que sería fuerte y que escucharía. Ciertamente sabía cómo prestarle atención a una mujer". Lo que también atrajo a Rogers fue el concepto básico de la película. Cuando era más joven, había fingido tener derecho a un billete de niño cuando viajaba en tren con su madre con problemas de liquidez en más de una ocasión, por lo que se identificó fácilmente con la trama y aceptó hacer la película. Wilder también estuvo de acuerdo con su sugerencia de elegir a su propia madre como su madre en la película.
Wilder conducía a casa desde el estudio una noche y se detuvo en un semáforo en rojo junto a Ray Milland. Impulsivamente, gritó: "Estoy haciendo una película. ¿Te gustaría estar en ella?", y el actor respondió: "Claro". Wilder le envió el guion, que a Milland le gustó. Tres años más tarde, los dos hombres colaborarían en The Lost Weekend, que ganaría premios Oscar para ambos.
Como director neófito, Wilder dependió en gran medida del editor Doane Harrison para que lo guiara. Harrison había editado Hold Back the Dawn (1941), que habían escrito Brackett y Wilder. Algo inusual para un editor, Harrison estuvo en el set de filmación además de trabajar en la sala de montaje. Wilder dijo más tarde: "Trabajé con un muy buen montador, Doane Harrison, de quien aprendí mucho. Fue de mucha más ayuda para mí que el camarógrafo. Cuando pasé de ser escritor a director, mis conocimientos técnicos fueron muy exiguo." Harrison le enseñó a "cortar en la cámara", una forma de edición espontánea que da como resultado que se filme una cantidad mínima de película y elimina la posibilidad de que los jefes de estudio agreguen posteriormente material que el director consideró innecesario. En años posteriores, Wilder comentó: "Cuando termino una película, no hay nada en el suelo de la sala de montaje más que envoltorios de chicle y lágrimas".  Continuó la colaboración inusualmente estrecha e importante de Wilder y Harrison. por cada película posterior dirigida por Wilder hasta The Fortune Cookie (1966).
Leo Tover fue el director de fotografía de la película; Tover también había trabajado en Hold Back the Dawn. El campus de St. John's Military Academy en Delafield, Wisconsin, se utilizó para tomas de exteriores. La fotografía principal se completó de forma rápida y eficiente. Rogers recordó más tarde: "Nos divertimos mucho haciendo la película. Era ese tipo de historia. Y aunque era su primera película, desde el primer día vi que Billy sabía qué hacer. Estaba muy seguro de sí mismo". Tenía una confianza perfecta... Nunca me he arrepentido de haber hecho la película "The Major and the Minor" realmente es tan buena ahora como lo era entonces.".
La película se rehízo como Nunca eres demasiado joven en 1955. La versión con inversión de género fue protagonizada por Jerry Lewis como el adulto disfrazado de niño y Diana Lynn, quien interpretó a la adolescente Lucy Hill en el original.

## Recepción crítica
Bosley Crowther de The New York Times dijo que el guion de Wilder-Brackett "efervescente con situaciones claras y líneas brillantes" y agregó: "Los caballeros han escrito y el Sr. Wilder ha dirigido ;– una abundante comedia romántica. Y la señorita Rogers y el señor Milland la han interpretado con espíritu y gusto. Ni una sola vez permiten que se introduzca la sugerencia de una mirada lasciva... La señorita Rogers ofrece una hermosa imitación de un "Quiz Kid" imitando a "Baby Snooks". Y en esos momentos en que el romance se enciende brillantemente, ella es una señorita suave y completamente ganadora. Considere esta como una de las mejores caracterizaciones de su carrera. También hay que darle crédito al Sr. Milland por convertir al mayor en un compañero cálido y ágil, y a todo el resto del elenco por desempeñarse muy bien con papeles animados". 
Variety calificó la película como una "pieza de farsa-comedia brillante y efervescente" con una historia que es "ligera, esponjosa y juguetona... Tanto el guión como la dirección cambian el hilo avanza a un ritmo constante, y las risas se desarrollan de forma natural y sin tensión". 